# Le Jugement dernier (Jan Sanders van Hemessen)
Le Triptyque du Jugement dernier, ou Triptyque Rockox, est un polyptyque réalisé vers 1536-1538 par le peintre Jan Sanders van Hemessen pour une chapelle de l'église Saint-Jacques d'Anvers.

## Histoire
En 1500-1501, il existe déjà un autel consacré à sainte Dymphna dans l'église Saint-Jacques, dont la construction a commencé moins de dix ans plus tôt. Les saints Pierre et Paul sont honorés dans la même chapelle, située dans le bas-côté nord de l'édifice (la quatrième chapelle à gauche après avoir franchi le portail).
Le 28 octobre 1515, les marguilliers de l'église cèdent la chapelle à un couple de riches bienfaiteurs de celle-ci, Adriaan Rockox (d) (1460-1540), chambellan de Charles Quint, et Catharina van Overhoff (1486-1549).
Sous condition de la laisser accessible à la guilde de sainte Dymphna, le couple obtient le droit d'en faire une chapelle funéraire pour eux et leurs descendants. Ce compromis explique la double fonction du triptyque : fermé, il sert de retable d'autel, ses volets extérieurs représentant les saints auxquels la chapelle est consacrée, tandis qu'ouvert, il constitue un monument funéraire pour ses commanditaires, représentés sur les volets intérieurs.
Le triptyque a dû être réalisé entre 1535 et 1540. En effet, son commanditaire, Adriaan Rockox, est mort en 1540, tandis que son plus jeune fils, né en 1525, est représenté sur le volet intérieur gauche sous les traits d'un garçon âgé d'une dizaine ou d'une douzaine d'années. Wallen situe la réalisation de l’œuvre vers 1536-1537, et Muller vers 1538.
Contrairement aux autres tableaux qui décoraient l'église, le triptyque Rockox a survécu au Beeldenstorm de 1566 et à l'épuration du décor des églises menée par les calvinistes avant la reprise d'Anvers par les Espagnols (1585) et la rétablissement du culte catholique.
En 1744, le triptyque perd son fonction de tableau d'autel au profit d'un nouveau retable dû au menuisier François Jordaens et au sculpteur Willem (Guillaume) Slavon.
En 1850, une restauration du triptyque, financée en partie par la fabrique et en partie par le descendant du mari d'une des filles d'Adriaan Rockox, le comte Louis van de Werve de Vorselaer, est confiée à Jean Leemans.
En 2019, au cours de la restauration de l'église, le triptyque est déposé et exposé, pendant la durée des travaux, à la maison Snijders&Rockox, un musée établi dans l'ancienne demeure du bourgmestre Nicolaas Rockox, petit-fils du commanditaire de l’œuvre.

## Description
Le triptyque, de grandes dimensions, a conservé son sommet lobé. Il est peint à l'huile sur des panneaux de bois.
Fermé, il représente la Trinité, répartie sur les volets gauche (Dieu et Jésus portant sa croix, agenouillé sur la colonne de sa flagellation) et droit (la colombe du Saint-Esprit), ainsi que saints Pierre et Paul (volet gauche) et saintes Dymphna et Marguerite (volet droit).

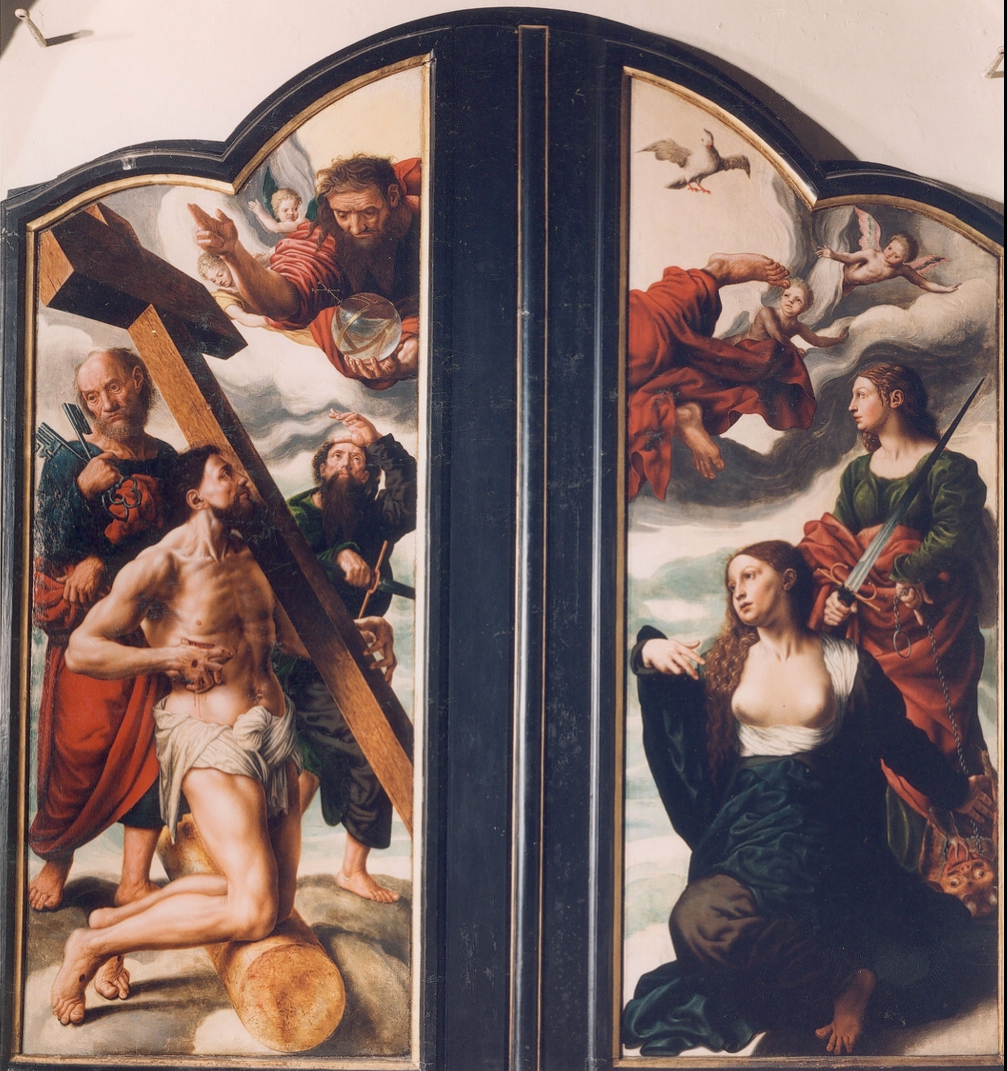
Triptyque fermé : la Trinité, avec saints Pierre et Paul et saintes Dymphna et Marguerite.

Cette répartition des personnages masculins et féminins se répète de l'autre côté des volets.
La face intérieure du volet gauche représente ainsi les hommes de la famille Rockox. Adriaan Rockox est peint en orant, portant une armure de chevalier conforme à son titre de noblesse. Il est accompagné de son saint patron, saint Adrien, et suivi de ses trois fils, Jan (1510-1546), Nicolaas (1514-1577) et Adriaan le Jeune (1525-1570). Ce dernier est le père du bourgmestre Nicolaas Rockox.
De manière symétrique, la face intérieure du volet gauche rassemble les femmes de la famille. Catharina van Overhoff, peinte dans la même attitude que son mari, y est accompagnée de sa sainte patronne, sainte Catherine, et suivie de ses dix filles. Elle est vêtue d'un vêtement noir à manches garnies de martre.
À l'arrière-plan des deux panneaux, au sein d'un paysage montagneux qui s'inscrit dans l'héritage pictural de Patinier, on devine des scènes du martyr de saint Adrien et de celui de sainte Catherine.

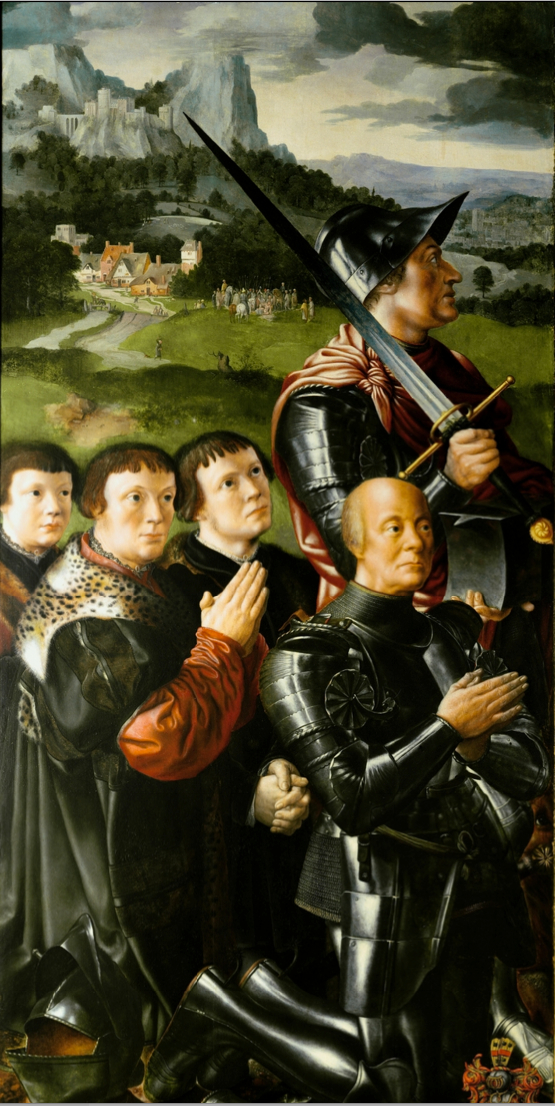
Face intérieure du volet gauche (détail) : le chevalier Adriaan Rockox et ses fils, avec saint Adrien.
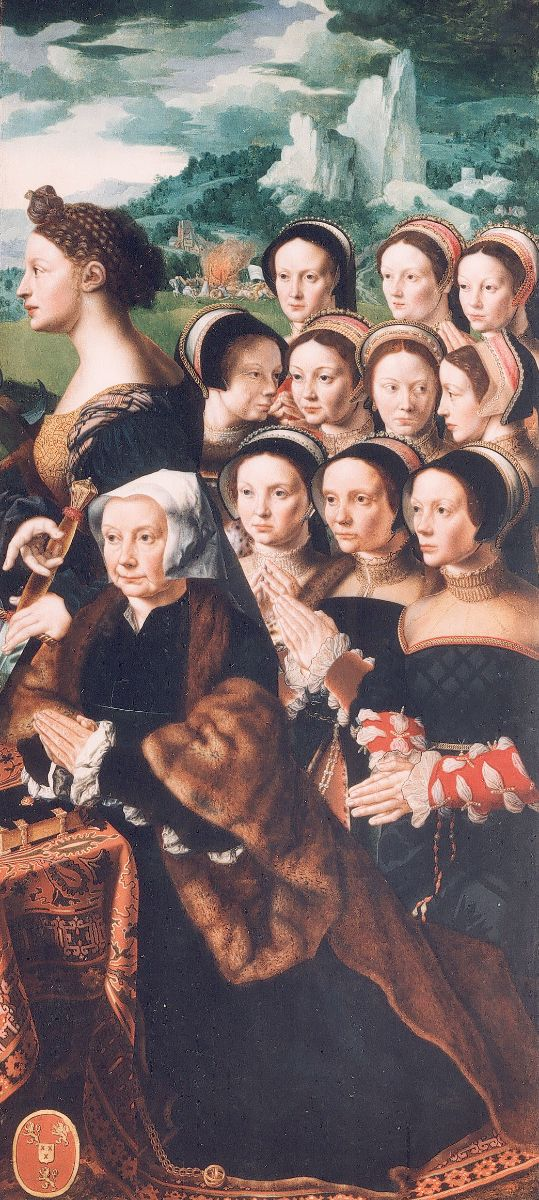
Face intérieure du volet droit (détail) : Catharina van Overhoff et ses filles, avec sainte Catherine.

Les regards des commanditaires et de leurs intercesseurs sont tournés vers la scène du panneau central, qui représente le Jugement dernier. Au sommet, on voit des anges, et, assis sur des nuées, le Christ-juge entouré de saints auxiliateurs. Quelques défunts, à peine discernables, montent vers eux en gravissant un tourbillon de nuages, du côté gauche de l'image (donc à la droite du Christ).

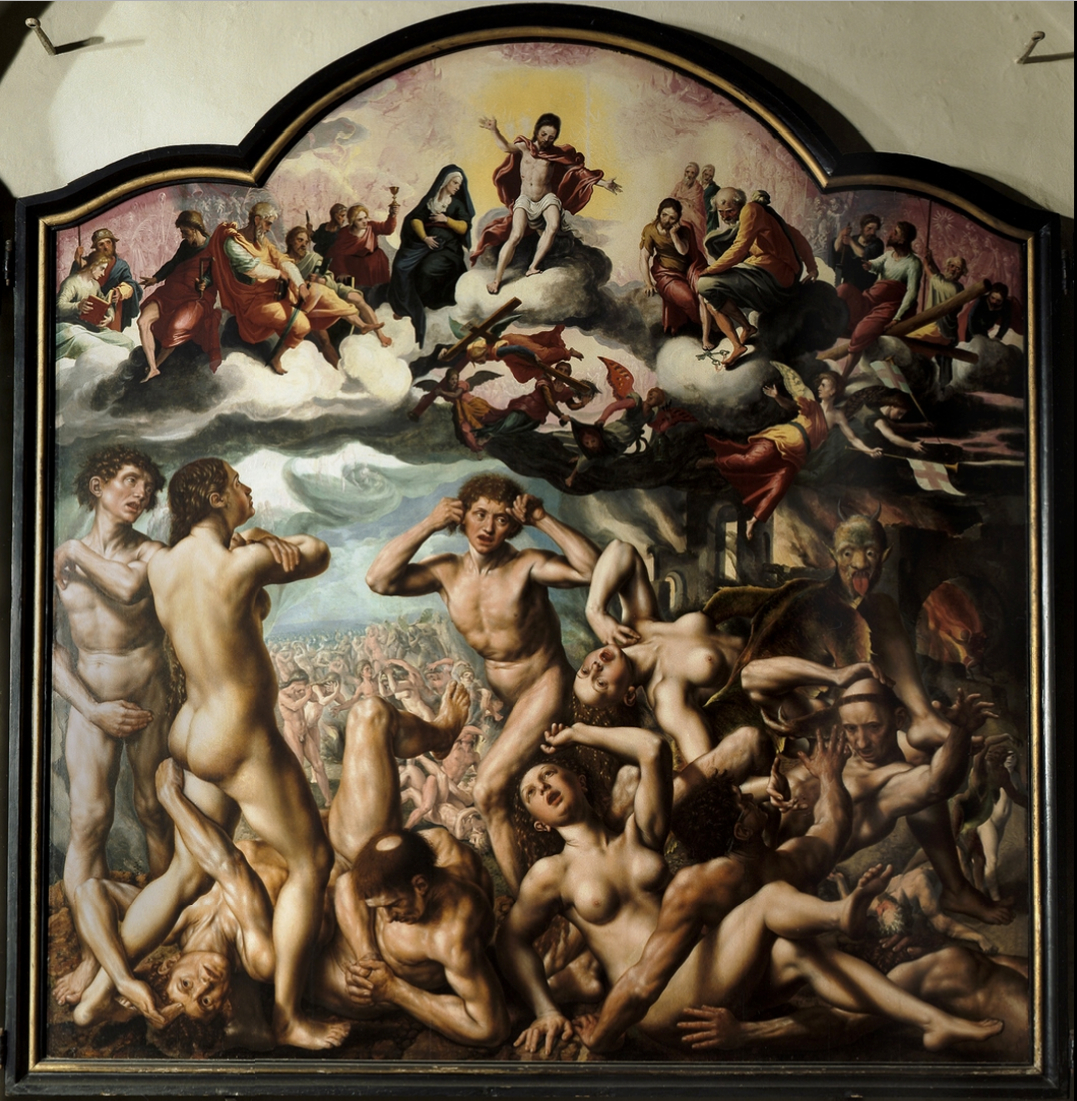
Panneau central du triptyque : le Jugement dernier.

Tous ces personnages sont beaucoup plus petits que les damnés du premier plan, qui occupent les deux tiers de la hauteur du panneau. Dans cette scène de panique et d'effroi, les défunts tombent à la renverse et tentent vainement de résister à un diable grimaçant, qui les saisis pour les emporter dans les flammes de l'Enfer, à droite de l'image (donc à la gauche du Christ). L'homme et la femme debout tout à gauche sont identifiables à Adam et Ève,, car leurs gestes rappellent leur prise de conscience de leur nudité après le péché originel. 
Cette partie est particulièrement saisissante par la diversité des positions et des mouvements, par l'aspect sculptural des corps nus et aussi par certains effets de perspective, comme la représentation en raccourci du bras de l'homme tonsuré, à droite, qui semble tendre désespérément la main en direction du spectateur. L'influence de la Renaissance italienne transparaît ainsi dans cette œuvre typique du courant romaniste. Par d'autres aspects, comme la perspective atmosphérique des paysages à l'arrière-plan des volets latéraux, elle se rattache au mouvement de la Renaissance flamande et à la phase du maniérisme anversois.

## Attribution
L'attribution à Sanders van Hemessen est ancienne. En 1769, Jean-Baptiste Descamps note : « Dans la quatrième chapelle de suite on voit l'épitaphe de la famille de Rockokx [sic], le tableau représente le dernier Jugement, peint par van Heemsen [sic] ».
D'autres attributions sont proposées au cours du XIXe siècle et au début du XXe siècle. Par exemple, Théodore van Lerius (d) y voit une œuvre de Bernard van Orley, tandis qu'Alphonse-Jules Wauters l'attribue d'abord à Joos van Cleve puis au fils de celui-ci, Cornelis van Cleve, dit « le Fou », que cet historien de l'art prénomme par erreur « Josse » (Joos) comme son père, ces deux artistes ayant été confondus depuis la biographie rédigée par Carel van Mander (Schilder-boeck, 1604).
L'attribution initiale à Sanders van Hemessen est ensuite rétablie, notamment par Friedrich Winkler (en) en 1924. Elle est unanimement admise depuis cette époque, les débats portant plutôt sur la collaboration de ce peintre avec un autre artiste, qui aurait été chargé de la réalisation des personnages de la partie supérieure du panneau du Jugement dernier. Ce second peintre pourrait être le Maître de Paul et Barnabé,.